# Pusarla Venkata Sindhu
Pusarla Venkata Sindhu (sinh ngày 5 tháng 7 năm 1995) là một nữ vận động viên cầu lông người Ấn Độ.

## Sự nghiệp
Trong sự nghiệp của mình, cô đã giành chức vô địch tại Giải cầu lông vô địch thế giới 2019, Huy chương bạc Thế vận hội Mùa hè 2016, huy chương đồng Thế vận hội Mùa hè 2020 và huy chương vàng tại Đại hội Thể thao Khối Thịnh vượng chung 2022.

## Danh hiệu
- Padma Bhushan (2020): Giải thưởng dân sự cao thứ ba của Ấn Độ[5]
- Padma Shri (2015): Giải thưởng dân sự cao thứ tư của Ấn Độ[6]
- Khel Ratna Award (2016): Giải thưởng thể thao cao nhất của Ấn Độ[7]